# Epicauta parvulus
Epicauta parvulus is een keversoort uit de familie van oliekevers (Meloidae). De wetenschappelijke naam van de soort is voor het eerst geldig gepubliceerd in 1854 door Haldeman.